# Gahnia drummondii
Gahnia drummondii là loài thực vật có hoa trong họ Cói. Loài này được (Steud.) K.L.Wilson mô tả khoa học đầu tiên năm 1980.